# Zakład Karny w Zabrzu
Zakład Karny w Zabrzu – jednostka typu półotwartego przeznaczona dla skazanych mężczyzn recydywistów (R-2/z, R-2/p) z oddziałem typu otwartego dla recydywistów (R-3/z, R-3/p) w Zabrzu (dzielnica Zaborze Północ).

## Struktura organizacyjna
- Sekretariat
- Służba zdrowia
- Dział finansowy
- Dział penitencjarny
- Dział ewidencji
- Dział kwatermistrzowski
- Dział ochrony
- Dział kadr i szkolenia
- Inspektor ds. zatrudnienia skazanych